# Shari Headley
Shari Headley (Queens, 15 de julio de 1964) es una actriz estadounidense. Headley hizo su debut como actriz en The Cosby Show en 1985. Su carrera se ha centrado principalmente en las películas de acción, resultando su papel más conocido al interpretar a Mimi, una policía de Reed Frye Williams en la telenovela All My Children desde mayo de 1991 a abril de 1994. Su última aparición fue el 14 de octubre de 2005. También ha actuado en ocasiones en la gran pantalla, y es conocida por su papel de Lisa McDowell, la enamorada de Eddie Murphy en la película de comedia de 1987 (Coming to America) y en su secuela de 2021 (Coming 2 America).

## Biografía
Shari Headley es la menor de cuatro hermanos y tiene ascendencia trinitense. El padre de Headley trabajaba como protésico dental y quería que su hija fuera médico. En la universidad, estudió medicina, se especializó en arte dramático y actuó en obras escolares.
En 1984, la carrera de modelo de Headley comenzó después de que su hermana enviara una foto de Shari a la agencia de modelos Ford, sin que Headley lo supiera. Fue finalista en la campaña Face of the 80s de Eileen Ford, y posteriormente se unió a Ford. Headley desfiló para varias revistas, entre ellas Glamour y Mademoiselle.
Headley debutó como actriz en un episodio de la comedia de la NBC The Cosby Show en 1985, y más tarde apareció en Miami Vice, Quantum Leap,y Matlock. En 1988, interpretó a Lisa McDowell, heredera de un restaurante de comida rápida, en la comedia romántica Coming to America, en la que Eddie Murphy aparece como su interés amoroso. El director de la película, John Landis, declaró que, al ser relativamente desconocida en aquel momento, la eligieron para el papel por ese motivo. Un crítico opinó que ella y Murphy "brillaban" juntos, aunque otro crítico consideró que la actuación de Headley era "sosa". La película fue un éxito de taquilla y recaudó un total de 288.752.301 dólares en todo el mundo.
Al año siguiente, Headley tuvo un papel protagonista junto a Louis Gossett Jr. en la serie dramática de corta duración de ABC, Gideon Oliver. En la serie, interpretó a Zina, la hija del personaje de Gossett. Más tarde ese mismo año, coprotagonizó la serie de telefilmes Kojak. En 1991, Headley se unió al reparto de la telenovela diurna de la ABC, All My Children, en el papel de la agente de policía Mimi Reed. En la 25.ª edición de los premios NAACP Image Awards, recibió una nominación al premio NAACP Image Award a la mejor actriz en una serie dramática diurna, pero perdió frente a Victoria Rowell. Headley recibió una segunda nominación al año siguiente. Fue actriz habitual de All My Children de 1991 a 1994, y volvió a la serie en 1995 y 2005.
En 1996, tuvo un papel secundario en la película de comedia dramática The Preacher's Wife, dirigida por Penny Marshall. En 1997, Headley consiguió un papel protagonista como Juanita Barnes en la serie dramática de corta duración de FOX, 413 Hope St. La serie fue cancelada tras sólo diez episodios, pero Headley recibió una nominación al premio NAACP Image Award a la mejor actriz de serie dramática por su interpretación Headley interpretó a Barbara, una mujer que busca un hombre, en el episodio piloto de Love Boat: The Next Wave. Apareció como consejera en la comedia de situación The Wayans Bros.
A principios de la década de 2000, Headley regresó a la televisión diurna interpretando los papeles recurrentes de Felicia Boudreau en Guiding Light (2001-2002) y Heather Engle en The Bold and the Beautiful (2004-2005). En 2004, interpretó a Jacqueline, la esposa de Mack Johnson (interpretado por Steve Harvey), en la comedia cinematográfica Vacaciones en familia Johnson. En 2007, apareció en la comedia dramática Towelhead. También tuvo papeles de estrella invitada en Veronica Mars, House, Castle y Switched at Birth.
En 2014, se unió al elenco de la telenovela en horario estelar de Oprah Winfrey Network, The Haves and the Have Nots creada por Tyler Perry, interpretando a la fiscal de distrito Jennifer Sallison. Fue promovida a serie regular a partir de la cuarta temporada. En 2019, tuvo un papel recurrente en On Becoming a God in Central Florida. Headley retomó su papel de la reina Lisa Joffer de Coming to America en la secuela Coming 2 America en 2021.

## Filmografía

### Películas
| Año  | Título                          | Rol                      | Notas    |
| ---- | ------------------------------- | ------------------------ | -------- |
| 1987 | The Pick-up Artist              | Girl Painter with Ladder |          |
| 1988 | Coming to America               | Lisa McDowell            |          |
| 1989 | Kojak: Ariana                   | Trish Van Hogan          | TV movie |
| 1990 | Kojak: None So Blind            | Trish Van Hogan          | TV movie |
| 1996 | The Preacher's Wife             | Arlene Chattan           |          |
| 1997 | A Woman Like That               | Herself                  |          |
| 2004 | Johnson Family Vacation         | Jacqueline Johnson       |          |
| 2007 | Towelhead                       | Mrs. Bradley             |          |
| 2008 | Belly 2: Millionaire Boyz Club  | Alexis                   | Video    |
| 2013 | Act Like You Love Me            | Tianna                   |          |
| 2014 | The Congregation                | Maple                    |          |
| 2015 | Ex-Free                         | Wendy                    |          |
| 2018 | Goosebumps 2: Haunted Halloween | Mrs. Carter              |          |
| 2019 | Three's Complicated             | Imani                    | TV movie |
| 2021 | Coming 2 America                | Lisa McDowell            |          |

### Televisión
| Año     | Título                               | Rol                     | Notas                                                 |
| ------- | ------------------------------------ | ----------------------- | ----------------------------------------------------- |
| 1985    | The Cosby Show                       | Mrs. Dubois             | Episode: "Denise's Friend"                            |
| 1986    | Miami Vice                           | Cindy                   | Episode: "French Twist"                               |
| 1988    | The New Hollywood Squares            | Herself                 | Episode: "Episode #3.6"                               |
| 1989    | Gideon Oliver                        | Zina Oliver             | Main cast                                             |
| 1990    | Quantum Leap                         | Violet Walters          | Episode: "Pool Hall Blues"                            |
| 1990    | Matlock                              | Model Carla Royce       | Episode: "The Cover Girl"                             |
| 1991–96 | All My Children                      | Detective Mimi Reed     | Regular Cast                                          |
| 1995    | New York Undercover                  | Leanne                  | Episode: "Brotherhood"                                |
| 1996    | Walker, Texas Ranger                 | Vanessa St. John        | Episode: "Behind the Badge"                           |
| 1996    | Cosby                                | Victoria the Nude Model | Episode: "No Nudes Is Good Nudes"                     |
| 1997    | The New Hollywood Squares            | Herself/Guest Host      | Episode: "Mint Condition/Erykah Badu/Quad City DJ's"  |
| 1997–98 | 413 Hope St.                         | Juanita Barnes          | Main cast                                             |
| 1998    | Love Boat: The Next Wave             | Barbara                 | Episode: "Smooth Sailing"                             |
| 1998    | Getting Personal                     | Fake Robyn              | Episode: "Bring in 'Da Milo, Bring in 'Da Robyn"      |
| 1998    | Malcolm & Eddie                      | Veronica                | Episode: "Twisted Sisters"                            |
| 1998    | For Your Love                        | Maya                    | Episode: "The Sister Act"                             |
| 1999    | The Wayans Bros.                     | Dawn                    | Episode: "Crazy 4 U" & "Three on a Couch"             |
| 2001–02 | The Guiding Light                    | Felicia Boudreau        | Regular Cast                                          |
| 2003    | Half & Half                          | Barbara                 | Episode: "The Big Bitter Baby Shower Episode"         |
| 2004    | One on One                           | Pamela                  | Episode: "Sleepless in Baltimore"                     |
| 2004–05 | The Bold and the Beautiful           | Heather Engle           | Regular Cast                                          |
| 2005    | All My Children                      | Detective Mimi Reed     | Regular Cast                                          |
| 2005    | Veronica Mars                        | Vanessa Hamilton        | Episode: "Lord of the Bling"                          |
| 2005    | House M.D.                           | Dr. Arlene Marks        | Episode: "Kids"                                       |
| 2009    | Castle                               | Nicole Cameron          | Episode: "Love Me Dead"                               |
| 2010    | 10 Things I Hate About You           | Marcheline              | Episode: "The Winner Takes It All"                    |
| 2012    | L.A. Hair                            | Herself                 | Episode: "First Cut Is the Deepest"                   |
| 2012    | Celebrity Ghost Stories              | Herself                 | Episode: "Tyler Blackburn/Lainie Kazan/Shari Headley" |
| 2014    | Love That Girl                       | Maxine                  | Episode: "Gullible Is as Gullible Does"               |
| 2014–16 | The Haves and the Have Nots          | Jennifer Sallison       | Recurring cast: season 2-3, main cast: season 4       |
| 2015    | Switched at Birth                    | Gwendolyn Berdick       | 2 episodes                                            |
| 2019    | Star                                 | Houston Connelly        | 2 episodes                                            |
| 2019    | On Becoming a God in Central Florida | Harmony                 | Recurring cast                                        |

### Documentary
| Año  | Título           |
| ---- | ---------------- |
| 1990 | Paris Is Burning |

### Apariciones en videos musicales
| Año  | Título                | Artista         |
| ---- | --------------------- | --------------- |
| 1985 | "Half Crazy"          | Johnny Gill     |
| 1988 | "Sarah Sarah"         | Jonathan Butler |
| 1994 | "Before I Let You Go" | Blackstreet     |
| 1999 | "Wild Wild West"      | Will Smith      |